# Pogonophryne fusca
Pogonophryne fusca är en fiskart som beskrevs av Arkadii Vladimirovich Balushkin och Eakin, 1998. Pogonophryne fusca ingår i släktet Pogonophryne och familjen Artedidraconidae. Inga underarter finns listade i Catalogue of Life.